# KN-25
KN-25 es una designación dada a un misil balístico táctico norcoreano.

## Diseño
El KN-25 se describe oficialmente como un sistema de lanzamiento múltiple de cohetes de "gran calibre", pero el mayor tamaño y alcance del misil en comparación con la artillería de cohetes tradicional llevó a las Fuerzas de los Estados Unidos en Corea (USFK) a categorizarlo como un SRBM, y vuela en una trayectoria balística controlada. Se estima que los misiles tienen 600 mm de diámetro, 8,2 metros de largo y pesan 3.000 kg. Tienen un sistema de guía no especificado y seis aletas traseras giratorias con cuatro aletas delanteras móviles, que probablemente proporcionan el control de actitud del cohete. Están montados en un transportador erector lanzador (TEL) de cuatro tubos Tatra 813 8 × 8 o un chasis de orugas con 10 ruedas de carretera a cada lado que llevan seis tubos. Es un arma en el campo de batalla, adecuada para su despliegue a nivel de batallón para atacar objetivos enemigos de retaguardia a una distancia de hasta 380 km con una ojiva convencional de fragmentación explosiva. En octubre de 2022, el KN-25 se incluyó en una declaración entre otros misiles que Corea del Norte afirmó que eran parte de su capacidad para transportar armas nucleares tácticas. En un desfile celebrado en febrero de 2023, el KN-25 se incluyó entre otros misiles a los que la prensa norcoreana se refirió colectivamente como "unidades de operación de armas nucleares tácticas".
Las seis aletas traseras giratorias son una característica inusual en la artillería de cohetes, una innovación considerable de Corea del Norte. Su propósito es proporcionar estabilización del cohete durante el vuelo, en comparación con otras rondas de artillería de cohetes, que generalmente se estabilizan mediante rotación de todo el cuerpo. Este método de estabilización crea un entorno más favorable para los sistemas de guía, ya que el resto del misil no gira. Es posible que el misil se estabilice haciendo rodar el misil cuando ingresa a la atmósfera superior, donde las aletas de control más pequeñas no pueden funcionar de manera óptima, y luego deteniendo el giro cuando vuelve a ingresar al aire más denso.
El misil posiblemente deriva del OTR-21 Tochka/KN-02 Toksa, que tiene un motor de tamaño similar, de 62 cm de diámetro. La conexión de tres de estos segmentos del motor daría como resultado una longitud similar a la del cohete KN-25. Tiene una ojiva pesada de 300 kg y una precisión probable de error circular de 80 a 90 metros. El KN-25 es probablemente un proyecto autóctono, ya que la cobertura mediática de este misil enfatiza su investigación, utilizando palabras como 'proyectiles Juche' para describirlo, a diferencia del KN-23.
Se entregaron 30 TEL como obsequio en la reunión plenaria del Partido de los Trabajadores de Corea el 1 de enero de 2023, a la que Kim Jong-un asistió y pronunció un discurso. El sistema fue descrito como "sin precedentes", tanto en la industria de las municiones como sin igual como en su presentación, al estar en el césped del comité central del partido. 30 lanzadores de orugas de 6 tubos más al menos nueve lanzadores de ruedas de 4 tubos mostrados públicamente como en posesión de Corea del Norte les darían la capacidad de disparar hasta 216 proyectiles, lo que requeriría muchos menos vehículos de lanzamiento de los que se necesitarían para disparar un número similar de misiles balísticos tradicionales para saturar las defensas antimisiles balísticos de Corea del Sur.

### Lanzador de misiles de crucero
El 13 de septiembre de 2021, Corea del Norte anunció que había realizado con éxito pruebas de vuelo de un misil de crucero de ataque terrestre (LACM) durante los dos últimos días. El lanzador móvil parece ser el mismo vehículo utilizado para transportar cohetes KN-25 "de gran tamaño", y es probable que ambas armas tengan un diámetro similar. El misil de crucero podría llevar una ojiva convencional o nuclear y se afirma que tiene un alcance de 1.500 km (930 mi) a 2.000 km (1.200 mi). Más tarde se reveló que se llamaría Hwasal-2.